# Mirella Cortès Gès
Mirella Cortès i Gès (Sallent de Llobregat, 17 de agosto de 1958) es una política española. Miembro de Esquerra Republicana de Catalunya (ERC), fue alcaldesa de Sallent de Llobregat entre 2003 y 2007, y desde 2016 es senadora en las Cortes Generales en la XI y XII legislatura de España.

## Carrera
En las elecciones municipales españolas de 2003 fue elegida alcaldesa de Sallent de Llobregat a través de una coalición de Esquerra Republicana con otras dos fuerzas políticas. Este pacto no se volvió a lograr para las elecciones posteriores y tras las elecciones municipales españolas de 2007 y 2011 fue concejal en la oposición. Poco después fue nombrada secretaria de Política Municipal de ERC en el Bages.
En las elecciones generales de 2015 figuró en el sexto lugar de la lista de ERC por la provincia de Barcelona, y no fue elegida. Sin embargo, en enero de 2016 fue propuesta como senadora designada por el Parlamento de Cataluña en la XI legislatura de España. En el Senado es portavoz del ERC.
Fue reelegida senadora por el Parlamento catalán el 4 de mayo de 2018. Días más tarde, el 8 de mayo, intentó jurar su cargo ante el presidente del Senado Pío García-Escudero en idioma catalán, expresando que juraba «por la libertad de los presos políticos, por el retorno de los exiliados, hasta la consolidación de la república catalana» y que prometía «por imperativo legal». García-Escudero no se lo aceptó y la hizo modificar y repetir su juramento varias veces, hasta aceptó realizando en catalán y castellano.